# Parque nacional de Sebezhsky
El parque nacional de Sebezhsky (en ruso: Себежский национальный парк) es un espacio protegido en el noroeste de Rusia, situado en el distrito de Sebezhsky del óblast de Pskov. Fue establecido el 8 de enero de 1996. El parque nacional fue creado para proteger los paisajes de la región de los lagos, en el suroeste del óblast de Pskov.
El parque cubre 500,21 kilómetros cuadrados.